# سهل الجيد (الخبت)

تعديل مصدري - تعديل

سهل الجيد هي إحدى قرى عزلة العمارية بمديرية الخبت التابعة لمحافظة المحويت، بلغ تعداد سكانها 116 نسمة حسب تعداد اليمن لعام 2004.